# Jan Simons (vicaris-generaal)
Jan Simons (Tielt, 4 december 1774 - Brugge, 17 november 1853) was een Zuid-Nederlands-Belgisch rooms-katholiek parochiepriester in woelige tijden en vicaris-generaal van het heropgerichte bisdom Brugge.

## Levensloop
Simons, zoon van Dominicus Simons (of Simoens) en van Brigitta Depypere, werd in 1800 in Emmerik tot priester gewijd door de verbannen bisschop van Roermond, Jan van Velde tot Melroy en Sart-Bomal. Hij keerde daarop naar Tielt terug en woonde weer bij zijn ouders, terwijl hij in de omgeving in het geheim diensten als priester verleende.
Toen het Concordaat van 15 juli 1801 meer vrijheid bood, vervulde Simons in het herstelde bisdom Gent-Brugge de volgende bedieningen:
- onderpastoor in Wakken (1803-1814),
- pastoor in Gits (1814-1820),
- pastoor in Pittem (1820-1834) en deken van de dekenij Tielt (1826-1834),
- kanunnik van het kapittel in de Sint-Salvatorskathedraal (1834-1853),
- vicaris-generaal en aartspriester van het bisdom Brugge (1841-1853),
- huisprelaat van de paus (1844).

In Pittem trof hij een parochiekerk in nogal verwaarloosde toestand aan, ondanks de inspanningen die zijn voorganger al had geleverd na het hernemen van de eredienst. Wat eens, dankzij het mecenaat van pastoor en edelman Renier de la Haye (1709-1792), een rijkelijk voorziene plattelandskerk was geweest, was geplunderd. Hij deed herstellingswerken uitvoeren aan het kerkdak, de toren en de pastorie. In 1822 bestelde hij een nieuwe predikstoel, gemaakt naar het model van de kansel in de Brugse Sint-Salvatorskerk. Het orgel werd hersteld, evenals de klokken waarvan er een paar hergoten werden. De altaren werden herschilderd en het gehele interieur werd opgeknapt. Op het kerkhof werd een calvarie opgericht.
Naar Brugge verhuisd eind 1834, vestigde Simons zich in de Korte Vuldersstraat. Nadat hij in 1841 tot vicaris-generaal was benoemd, was een van zijn eerste activiteiten het plechtig inwijden van de uitbreiding van het stedelijk kerkhof. Toen hij huisprelaat van de paus werd benoemd, kwam de fanfare van de Bogardenschool een serenade geven voor zijn woning. Hij was het die in 1851 de laatste sacramenten toediende aan de stervende priester Leo de Foere.
In de laatste periode van zijn leven, aangetast door ergotisme, leed Simons helse pijnen. In mei 1853 werden hem de laatste sacramenten toegediend. Vijf maanden later overleed hij. Zijn uitvaart in de kathedraal werd bijgewoond door bisschop Joannes Baptista Malou, gouverneur Adolphe de Vrière, burgemeester Jean-Marie de Pelichy van Huerne en een massa volk, en hij werd geloofd als een trouwe dienaar van de Kerk en als weldoener van de armen. Hij werd vervolgens op het kerkhof van Pittem begraven. Een maand later werden zijn bibliotheek en zijn hele inboedel openbaar te koop aangeboden.

## Simons en het stevenisme
Simons werd, na de val van Napoleon, vanwege zijn strijdvaardigheid, met de bijzondere opdracht naar Gits gestuurd er het stevenisme te bestrijden. Hij deelde veel van de kritieken die door deze schismatieke groepen werden geuit, met nochtans als belangrijk verschil dat hij trouw bleef aan de kerkelijke hiërarchische overheid. 
Gits was een centrum van stevenisme in West-Vlaanderen en het grootste deel van de bevolking was trouw aan zijn stevenistische pastoor Jan-Engelbert Priem (Brugge, 1762-1815). Simons kreeg de opdracht Priem en andere stevenistische priesters uit Gits te weren en de bevolking te verzoenen met de kerk en het pauselijk gezag. Toen hij zijn ambt opnam telde Gits meer dan 800 stevenisten en toen hij in 1820 naar Pittem verhuisde waren het er nog slechts 166, zo wordt op zijn doodsprentje vermeld. Hij was dus grotendeels in zijn opdracht geslaagd.
Simons slaagde er onder meer in Jacobus van de Walle (Lichtervelde, 14 juli 1740 - Brugge, 28 mei 1826) aan zijn kant te krijgen. Deze voormalige griffer van de heerlijkheid Gits, zoon van de olieslager Jozef van de Walle, had, ook in latere jaren, gezag en invloed bij de Gitsenaars bewaard. Aanvankelijk was hij gunstig gezind tegenover het stevenisme en steunde hij de schismatieke pastoor Priem. Hij liet zich echter overtuigen door de argumenten van Simons en zette zich in om stevenistische families naar de kerk te doen terugkeren. Hij ging later, als vrijgezel, in Brugge rentenieren.

## Publicaties
- Quelques remarques sur un ouvrage intitulé 'Le stevenisme en Belgique' par L. G. [Louis Glorieux], Petite réfutation du système de Mr. G., 1835.
- Brief aan een priester te Halle, 1827 (handschrift, Koninklijke Bibliotheek, Brussel).
- Aubert Van Biervliet schreef over zijn talrijke geschriften, geschreven in een pittige taal en in een mooi regelmatig geschrift. Weinig werd gedrukt, maar is bewaard in archieven, zoals in die van de bisdommen Brugge en Gent.

## Voetnoten
1. ↑  Gazette van Brugge, 7 januari 1842.
2. ↑  Gazette van Brugge, 26 januari 1844.
3. ↑  Gazette van Brugge, 22 januari 1851.
4. ↑  Gazette van Brugge, 26 mei 1853 - La Patrie, 26 mei 1853 - Journal de Bruges, 27 mei 1853.
5. ↑  Gazette van Brugge, 17 november 1853 - Journal de Bruges, 18 november 1853.
6. ↑  Gazette van Brugge, 19 november 1853.
7. ↑  Standaard van Vlaanderen, 21 december 1853.